# Otto Wels
Otto Wels (Berlín, 15 de septiembre de 1873-París, 16 de septiembre de 1939) fue un político alemán del Partido Socialdemócrata de Alemania conocido por criticar a los nacionalsocialistas en discursos y artículos y particularmente por pronunciar el último discurso libre en el Parlamento alemán antes de que se introdujo la ley habilitante de 1933 y en el que se opuso a dicha ley, siendo su partido el único en el Parlamento que votó en contra de la ley (los escaños del Partido Comunista de Alemania o KPD habían sido anulados antes). Otto Wels perteneció al Partido Socialdemócrata de Alemania desde 1891. Obtuvo el liderazgo de éste en 1919 (junto con Hermann Müller) y lo conservó hasta el día de su muerte.
Fue declarado apátrida tres meses después de la disolución del SPD por el Gobierno nazi en junio de 1933. Fue exiliado en el Territorio de la Cuenca del Sarre, el cual era un Mandato de la Sociedad de Naciones. Trató de reconstruir el SPD en el exilio. Murió en París en 1939.

## Conflicto con el partido nazi
El 23 de marzo de 1933 Wels fue el único miembro del Reichstag en hablar en contra de la ley habilitante de Adolf Hitler (la "Ley para la Eliminación de la angustia de la gente y del Reich"). La votación tuvo lugar durante la última reunión multipartidista del Reichstag, el 23 de marzo de 1933 celebrado en la Ópera Kroll debido a que el edificio oficial habría sufrido daño en el incendio en febrero del mismo año. A pesar de luchar una batalla perdida, y estar rodeado de miembros de la Sturmabteilung y la milicia del Partido Nazi, Wels hizo un valiente discurso en contra de la aprobación de esta Ley:

Freiheit und Leben kann man uns nehmen,
 die Ehre nicht.
Nos puede tomar la libertad y la vida,
 pero nuestro honor no.
Otto Wels, hablando directamente a Hitler. 1933.

Los 96 miembros del SPD del Parlamento votaron en contra de la ley. Los comunistas no estaban presentes al ser acosados por las fuerzas del Gobierno ahora sirviendo a los nazis. De hecho, la mayoría de los diputados comunistas y varios socialdemócratas se encontraban en prisión. De esa forma disminuyeron los votos requeridos por Hitler para aprobar la ley habilitante de 1933. El resto del Reichstag, intimidado o adicto a los nazis, votó a favor del proyecto. La aprobación de esta ley, marcó el fin de la democracia parlamentaria en Alemania y formó el fundamento legal de la dictadura de Hitler. Pocas semanas después de la aprobación de la ley habilitante de 1933, el Gobierno de Hitler prohibió el SPD, mientras que los otros partidos políticos alemanes decidieron disolverse para evitar el procesamiento, por lo que el Partido Nacionalsocialista se transformó en el único legal en Alemania.

## Exilio
Poco antes de la disolución del SPD, Otto Wels fue urgido junto a varios miembros del partido a huir de Alemania, puesto que sus vidas se encontraban bajo peligro mortal. Una vez emigrado a Praga, y dispuesto a continuar la lucha contra el régimen nazi, forma el Sopade o SPD en el Exilio.
Años más tarde, en 1938, con motivo de la Crisis de los Sudetes y el inminente avance alemán sobre Checoslovaquia, deben huir a París, en cuya ciudad muere en septiembre de 1939, poco después del inicio de la Segunda Guerra Mundial.